# Live at the Bedford
Live at the Bedford è il quinto EP del cantautore britannico Ed Sheeran, pubblicato il 9 dicembre 2010 dalla Paw Print Records.

## Tracce
1. The A Team – 5:22
2. Homeless – 3:45
3. The City – 5:07
4. Fall – 2:31
5. Wake Me Up – 5:00
6. You Need Me, I Don't Need You – 9:50